# Agrostis polymorpha
Agrostis polymorpha é uma espécie de gramínea do gênero Agrostis, pertencente à família Poaceae.